# Nowe Bieliny
Nowe Bieliny – część wsi Bieliny, położona w Polsce, w województwie mazowieckim, w powiecie grójeckim, w gminie Nowe Miasto nad Pilicą.
Administracyjnie Nowe Bieliny są sołectwem.
W latach 1975–1998 miejscowość należała administracyjnie do województwa radomskiego.